# Geelbuikwaaierstaart
De geelbuikwaaierstaart (Chelidorhynx hypoxanthus; synoniem: Rhipidura hypoxantha) is een zangvogel uit de familie Stenostiridae.

## Verspreiding en leefgebied
Deze soort komt voor van de oostelijke Himalaya tot Zuidoost-Azië.

## Status
De grootte van de populatie is niet gekwantificeerd maar de soort wordt omschreven als algemeen in een groot deel van zijn verspreidingsgebied maar minder algemeen in Zuidoost-Azië. Op de Rode lijst van de IUCN heeft deze soort de status niet bedreigd.